# Macro (альбом)
Macro — четвёртый студийный альбом украинской метал-группы Jinjer, выпущенный 25 октября 2019 года на лейбле Napalm Records.

## Об альбоме
Macro, как и предыдущий релиз группы, мини-альбом Micro, были написаны после совместного концертного тура с Cradle of Filth, прошедшего осенью 2018 года. Изначально музыканты хотели выпустить только мини-альбом, однако во время работы над ним музыканты почувствовали вдохновение и в итоге набрали материала на полноформатный альбом. Как и предыдущие альбомы Jinjer, Macro был спродюсирован украинским продюсером Марком Мортоном и записан в его Morton Studio. Сразу после выхода альбома группа отправилась в турне по Северной Америке.

## Отзывы критиков
Macro был положительно оценен музыкальными критиками. Рецензенты отмечали удачный синтез различных музыкальных стилей, начиная с регги и джаза, заканчивая техничным дэт-металом. Положительно была оценена и текстовая составляющая альбома, которая в том числе затрагивала такие различные проблемы как психическое здоровье, насилие над детьми и вооружённый конфликт в Донбассе. Тобиас Кройцер в рецензии для сайта Metal.de назвал Macro наиболее цельным и солидным альбомом Jinjer на момент его выхода.
Ронни Биттнер, в отличие от своих коллег, в своём отзыве для издания Rock Hard отзывался о Macro негативно, нелестно отзываясь о музыкальной составляющей альбома, не находя в ней ничего новаторского. Журналист предположил, что группа пользуется популярностью только из-за «симпатичной фронтвумен с модными татуировками на все тело» и оценил пластинку на 6 баллов из 10.

## Список композиций
Слова и музыка всех песен — Jinjer.
| №                   | Название                   | Длительность |
| ------------------- | -------------------------- | ------------ |
| 1.                  | «On The Top»               | 5:28         |
| 2.                  | «Pit Of Consciousness»     | 4:12         |
| 3.                  | «Judgement (& Punishment)» | 4:19         |
| 4.                  | «Retrospection»            | 4:24         |
| 5.                  | «Pausing Death»            | 4:45         |
| 6.                  | «Noah»                     | 4:14         |
| 7.                  | «Home Back»                | 4:20         |
| 8.                  | «The Prophecy»             | 4:01         |
| 9.                  | «Lainnerep»                | 5:28         |
| Общая длительность: | Общая длительность:        | 42:12        |

## Участники записи
Jinjer
- Татьяна Шмайлюк — вокал
- Роман Ибрамхалилов — гитара
- Евгений Абдюханов — бас-гитара
- Владислав Уласевич — ударные

Производственный персонал
- Макс Мортон — продюсирование, запись, сведение, мастеринг
- Рубен Бхаттачарья — обложка, художественное оформление